# Quebra-mar da Barra da Tijuca
O quebra-mar da Barra da Tijuca é um marco turístico na Barra da Tijuca, composto como o próprio indica por uma estrutura de quebra-mar. Localiza-se mais precisamente no canto esquerdo da praia da Barra, próximo ao Morro da Joatinga, e trata-se de um ponto de encontro de surfistas devido às ondas consideradas muito boas.